# 幡屋村
幡屋村（はたやむら）は、島根県大原郡にあった村。現在の雲南市大東町幡屋、大東町前原、大東町仁和寺、大東町遠所にあたる。

## 地理
- 河川：幡屋川[1]

## 歴史
- 1889年（明治22年）4月1日、町村制の施行により、大原郡幡屋村、前原村、仁和寺村、遠所村が合併して村制施行し、幡屋村が発足[1][2]。
- 1922年（大正11年）教育会設置[1]。
- 1923年（大正12年）村立図書館を幡屋幡屋尋常小学校に開設[1]。
- 1939年（昭和14年）幡屋郵便局開設[1]。
- 1951年（昭和26年）4月1日、大原郡大東町、春殖村、阿用村、佐世村と合併し大東町が存続して廃止された[1][2]。

### 地名の由来
『出雲国風土記』に記載の川名、幡屋小川による。

## 産業
- 農業、養蚕[1]

## 交通

### 鉄道
- 1918年（大正7年）簸上鉄道（現木次線）幡屋駅開設[1]